# Anton van Goignies
Anton van Goignies (Frans: Antoine de Goignies of Antoine de Gougnies) (waarschijnlijk tussen 1520 en 1532 - waarschijnlijk 1599) was een Henegouws edelman die zich in de tweede helft van de 16e eeuw onderscheidde door een vrij langdurige militaire carrière in voornamelijk Habsburgs-Nederlandse dienst. Hij is echter het meest bekend van de catastrofale nederlaag die hij op 31 januari 1578 in de Slag bij Gembloers, in het noorden van het toenmalige graafschap Namen, als bevelhebber van het Staatse leger leed tegen het kleinere, maar veel ervarener Spaanse Leger van Vlaanderen onder leiding van don Juan van Oostenrijk, de overwinnaar van Lepanto.
De Goignies was waarschijnlijk een jongere zoon uit een adellijke Henegouwse familie. Hij lijkt niet van hoge adel te zijn geweest. Zijn vader was mogelijk Antoine de Gougnies, heer van Arquennes. Nog onder keizer Karel V deed hij zijn eerste ervaring in militaire zaken op. Hij klom geleidelijk op. Tijdens de grote overwinning in 1557 op het Franse leger in de Slag bij Saint-Quentin was hij aanvoerder van de lansiers, de lichte cavalerie, die gewapend was met een lans.
In 1562 verkreeg De Goignies de heerlijkheid Vendegies, die eerder in bezit was van de familie Montmorency-Horne. Later verwierf hij nog de heerlijkheden Baudegnies en de la Chappele.
In 1576 was hij de tweede man in het gevolg van Karel van Arenberg, de graaf van Arenberg die in opdracht van koning Filips II van Spanje het Franse hof moest feliciteren met de geboorte van Maria Elisabeth van Valois, de dochter van Karel IX van Frankrijk en Elizabeth van Oostenrijk.
De gebeurtenissen die volgden op de dood van de landvoogd Requesens en het daaropvolgende Spaanse geweld waren voor de Goignies de aanleiding zijn diensten aan Filips II te staken. Hij stelde zich aan Staatse zijde. Op bevel van de Staten-Generaal snelde hij het bedreigde Antwerpen te hulp, maar bij de nederlaag van de Antwerpse burgers werd hij gevangen genomen.
Nadat hij was vrijgelaten, werd hij tot veldmaarschalk van het Staatse leger. Als zodanig stond hij aan het hoofd van dat leger toen don Juan van Oostenrijk na de inname van de Naamse citadel de vrede verbrak en de Nederlanden gewapenderhand wilde veroveren.
Goignies voerde het opperbevel over een weliswaar tamelijk groot, maar uit alle hoeken en gaten samengeraapt, onervaren en blijkbaar ongedisciplineerd leger. Er wordt melding gemaakt van Engelse, Schotse, Hollandse, Waalse, Duitse en Franse troepen. Zijn leger bleek geen partij voor de iets kleinere, maar veel ervarenere Spaanse legermacht. In korte tijd werd zijn leger vernietigend verslagen. Volgens de Spanjaarden duurde de slag een uur. Aan Staatse kant vielen bij de Slag bij Gembloers zeker 8.000, aan Spaanse kant niet meer dan enige tientallen doden. De Goignies werd krijgsgevangen gemaakt.
Hij werd gevangen gezet in Namen. Nadat de meeste zuidelijke gewesten zich opnieuw aan koning Filips II van Spanje hadden onderworpen werd hij vrijgelaten. Een kundig man kon men wel gebruiken. Eerst werd hij door de hertog van Parma tot lid van de Geheime Raad benoemd. Na de verovering van Brussel door Parma in 1585 werd hij tot militair gouverneur van deze stad benoemd.
Eerder in zijn leven was hij ook een periode gouverneur van de Henegouwse stad Le Quesnoy.
Antoine de Gougnies was getrouwd met Marie d'Esclaibles. Zijn oudste dochter Antoinette trad op 21 augustus 1592 in het huwelijk met Louis de Beauffort. Een jongere dochter, Michelle trouwde met Ferry de Carrondelet, heer van Potelle, waarschijnlijk een nazaat van Ferry Carondelet. Zijn enige zoon, ook Antoine geheten, werd net als zijn vader kapitein bij de lanciers. Deze zoon stierf waarschijnlijk eerder dan zijn vader en zonder nageslacht. Antoine de Gougnies stierf in 1599. Zijn dochter Antoinette erfde de heerlijkheid Verdegies, zijn dochter Michelle erfde de heerlijkheden Baudegnies en de la Chappele.

## Voetnoten
1. ↑  Kan enige jaren eerder of later zijn geweest
2. ↑  Recueil héraldique et historique des familles nobles de Belgique, uitgegeven door Ropoll fils, 1845, bewaard in de Universiteitsbibliotheek van Gent, blz. 183
3. ↑  zie Ropoll, 1845, blz. 183-84.
4. 1 2  Ropoll fils, 1845, blz. 183-84

## Referentie
- art. Goignies (Anthony van), in A.J. van der Aa e.a., Biographisch Woordenboek der Nederlanden, VII, Haarlem, 1862, p. 267.